# Tamura Ryūichi
Tamura Ryūichi (japanisch 田村 隆一; * 18. März 1923 in Tokio; † 26. August 1998 in Kamakura) war ein japanischer Lyriker.
Tamura begann bereits als Jugendlicher von der westlichen Literatur beeinflusste avantgardistische Lyrik zu schreiben. Ab 1941 studierte er Literatur an der Meiji-Universität. Im Jahr 1943 wurde er zur Kaiserlichen Marine eingezogen. Nach dem Krieg gründete er mit Kuroda Saburō und Ayukawa Nobuo die Literaturzeitschrift Arechi („Das wüste Land“).
Tamuras erste Gedichtsammlung Yosen no Hi to Yoru (四千の日と夜, „Viertausend Tage und Nächte“) erschien im Jahr 1956. Mit seinem zweiten Gedichtband Kotoba no nai Sekai (言葉のない世界, „Welt ohne Sprache“, 1962) etablierte er sich als bedeutender japanischer Lyriker. Ein erster Band gesammelter Gedichte erschien 1966. 1967–68 war er Gastpoet des International Writing Program der University of Iowa. Insgesamt veröffentlichte er achtundzwanzig Gedichtbände. In seinem Todesjahr wurde er mit dem Lyrikpreis der Japanischen Akademie der Künste ausgezeichnet.